# Nemoura dulkeiti
Nemoura dulkeiti är en bäcksländeart som beskrevs av Zapekina-dulkeit 1975. Nemoura dulkeiti ingår i släktet Nemoura och familjen kryssbäcksländor. Inga underarter finns listade i Catalogue of Life.